# Mateusz Polaczyk
Mateusz Polaczyk (Limanowa, 22 de enero de 1988) es un deportista polaco que compite en piragüismo en la modalidad de eslalon. Su hermano Grzegorz compitió en el mismo deporte.
Ganó siete medallas en el Campeonato Mundial de Piragüismo en Eslalon entre los años 2006 y 2023, y ocho medallas en el Campeonato Europeo de Piragüismo en Eslalon entre los años 2008 y 2020.
En los Juegos Europeos de Cracovia 2023 consiguió una medalla de plata en la prueba de K1 por equipos. Participó en los Juegos Olímpicos de Londres 2012, ocupando el cuarto lugar en el K1 individual.

## Palmarés internacional
| Campeonato Mundial | Campeonato Mundial      | Campeonato Mundial | Campeonato Mundial |
| Año                | Lugar                   | Medalla            | Competición        |
| ------------------ | ----------------------- | ------------------ | ------------------ |
| 2006               | Praga (República Checa) | Medalla de bronce  | K1 por equipos     |
| 2011               | Bratislava (Eslovaquia) | Medalla de plata   | K1 individual      |
| 2013               | Praga (República Checa) | Medalla de plata   | K1 por equipos     |
| 2013               | Praga (República Checa) | Medalla de bronce  | K1 individual      |
| 2015               | Londres (Reino Unido)   | Medalla de plata   | K1 individual      |
| 2018               | Río de Janeiro (Brasil) | Medalla de plata   | K1 por equipos     |
| 2023               | Londres (Reino Unido)   | Medalla de bronce  | K1 por equipos     |
| Juegos Europeos    |                         |                    |                    |
| Año                | Lugar                   | Medalla            | Competición        |
| 2023               | Cracovia (Polonia)      | Medalla de plata   | K1 por equipos     |
| Campeonato Europeo |                         |                    |                    |
| Año                | Lugar                   | Medalla            | Competición        |
| 2008               | Cracovia (Polonia)      | Medalla de oro     | K1 por equipos     |
| 2010               | Bratislava (Eslovaquia) | Medalla de oro     | K1 por equipos     |
| 2011               | Seo de Urgel (España)   | Medalla de plata   | K1 por equipos     |
| 2014               | Viena (Austria)         | Medalla de bronce  | K1 por equipos     |
| 2017               | Tacen (Eslovenia)       | Medalla de oro     | K1 individual      |
| 2017               | Tacen (Eslovenia)       | Medalla de bronce  | K1 por equipos     |
| 2018               | Praga (República Checa) | Medalla de plata   | K1 por equipos     |
| 2020               | Praga (República Checa) | Medalla de bronce  | K1 individual      |